# Knölsporigt stjärnskinn
Knölsporigt stjärnskinn (Asterostroma cervicolor) är en svampart som först beskrevs av Berk. & M.A. Curtis, och fick sitt nu gällande namn av George Edward Massee 1889. Knölsporigt stjärnskinn ingår i släktet Asterostroma och familjen Lachnocladiaceae.  Arten är reproducerande i Sverige. Inga underarter finns listade i Catalogue of Life.